# مقاطعة غرير (تكساس)

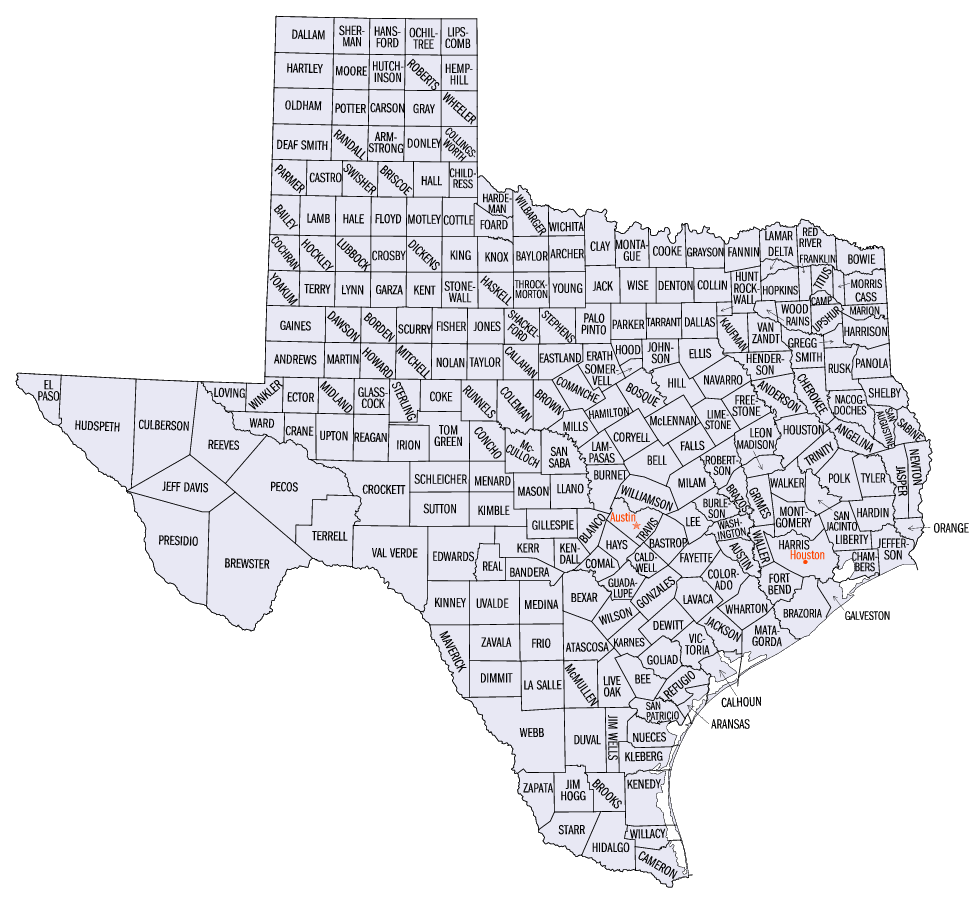
خارطة مقاطعات تكساس

مقاطعة غرير (بالإنجليزية: Greer  County)‏ هي إحدى المقاطعات في ولاية تكساس، الولايات المتحدة الأمريكية.